# 더 지니어스: 블랙가넷
《더 지니어스: 블랙가넷》은 2014년 10월 1일부터 12월 17일까지 방영된 tvN의 오락 프로그램이다.

## 출연자
<더 지니어스 : 블랙가넷>에 출연한 플레이어는 다음과 같다.
- 강용석 (변호사 & 방송인)
- 권주리 (카지노 딜러)
- 김경훈 (대학원생 & 영화배우)
- 김유현 (프로 겜블러)
- 김정훈 (배우 & 가수)
- 남휘종 (학원강사)
- 신아영 (스포츠 아나운서)
- 오현민 (대학생)
- 유수진 (금융인)
- 이종범 (만화가)
- 장동민 (개그맨)
- 최연승 (한의사)
- 하연주 (배우)

## 전체 규칙
13명의 지니어스 등장, 12회전을 통해 최종 1인의 승자가 탄생한다. 매 회마다 우승자를 가리는 메인매치와 탈락자를 가리는 데스매치로 진행되며 데스매치를 통해 매 라운드마다 1명이 탈락한다.

### 메인매치
- 모든 플레이어가 참여, 메인매치를 통해 우승자와 탈락후보를 가린다.
- 공동 우승자는 인정되나, 탈락후보는 1명이어야 한다. 최하위가 여러 명일 경우, 우승자(들)가 최하위자 중 한명을 탈락후보로 지목한다
- 우승자(들)에게는 ‘생명의 징표’가 주어지며 이것으로 데스매치에서 면제될 수 있다. 만약 단독 우승일 경우 10회전 메인매치 '체인 옥션'과 11회전 메인매치 '의심 윷놀이'를 제외한 나머지 메인매치에서 생명의 징표를 2개 얻는다. 이때, 우승자는 생명의 징표 한 개를 양도할 수 있다.
- 획득한 ‘생명의 징표’는 해당 라운드에서만 사용할 수 있다.
- 탈락후보는 ‘생명의 징표’를 가진 플레이어들을 제외한 참가자들 중에서 자신과 데스매치를 할 한 명을 지목한다.
- 폭력이나 절도는 허용되지 않으며, 이를 어기는 플레이어는 메인매치 결과와 상관없이 최하위자가 된다.

### 데스매치
- 메인매치의 탈락후보와, 탈락후보가 지목한 1인이 벌이는 1:1게임
- 이 게임에서 패배한 플레이어는 ‘지니어스 게임’에서 탈락하게 되고, 승리한 플레이어는 생존하여 다음 라운드에 진출하고 블랙가넷을 지급받는다.
- 매회 오프닝에 데스매치가 적힌 봉투는 모두가 볼 수 있는 장소에 봉인되며 메인매치 이후, 데스매치 진출자가 결정되면 공개된다.
- 탈락후보가 결정되면, 탈락후보 2명의 가넷은 주최측에 보관한다.
- 탈락자의 가넷은 소멸되며, 데스매치에서 승리한 플레이어는 자신의 가넷을 돌려받고, 블랙가넷 1개를 추가로 획득한다.

### 가넷
- 가넷은 게임 안에서 사용되는 화폐로 참가비, 우승상금 등으로 플레이어들에게 지급된다.
- 가넷은 1개당 100만원의 가치로 환산된다.
- 12라운드까지 살아남은 최후의 1인은 가넷을 현금으로 바꿔 상금을 가져가게 된다.

### 블랙 가넷
- 매회 데스매치에서 승리한 플레이어에게 1개씩 주어진다. 또한 메인매치 룰에 한하여 받을 수도 있다.
- 블랙가넷 3개를 사용하면 자신이 탈락후보가 됐을 때 블랙미션에 도전할 수 있다.
- 블랙가넷은 9회전까지만 사용,양도,교환이 가능하고 10회전에 가넷 2개로 환전된다.
- 블랙가넷은 시즌 3인 더 지니어스 :블랙가넷 시즌에서만 사용된 아이템이다.

### 블랙 미션
- 플레이어는 수리, 기억, 관찰의 3개의 미션 중 하나를 선택해 확인한 뒤, 해당 미션에 도전한다. (선택 전까지 구체적인 미션의 내용은 공개되지 않는다.)
- 블랙미션에 성공했을 경우, 생명의 징표가 없는 플레이어 중 자신을 대신해 데스매치에 나갈 상대를 지목한다.
- 블랙미션에 실패했을 경우, 그대로 데스매치에 진출한다.
- 블랙미션은 9회전까지만 도전이 가능하다.

## 에피소드 목록
- 탈락자와 데스매치 상대 중 이름 뒤에 *표가 붙은 참가자가 메인게임 탈락후보

| 회차 | 방송일           | 우승자                                                               | 탈락자   | 데스매치 상대 | 비고 |
| ---- | ---------------- | -------------------------------------------------------------------- | -------- | ------------- | --- |
| 1    | 2014년 10월 1일  | 김경훈                                                               | 권주리   | 신아영 *      | - 메인매치 과일가게에서 53000원으로 최고 판매가를 기록한 김경훈이 우승 |
| 2    | 2014년 10월 8일  | 남휘종, 신아영, 오현민, 유수진 장동민, 최연승, 하연주                | 김경훈   | 강용석 *      | - 배심 결과 범죄자 팀이 3:2로 승리 - 이후 범죄자 팀의 리더(강용석)를 맞춘 시민 팀 7명이 공동 우승 |
| 3    | 2014년 10월 15일 | 김유현, 신아영, 오현민 이종범, 장동민, 남휘종 유수진, 김정훈, 하연주 | 강용석 * | 최연승 *      | - 1등과 11등을 하지 않은 플레이어들이 생존. - 1등을 한 강용석과 11등을 한 최연승이 자동으로 데스매치 진출 - 2등을 한 김유현과 10등을 한 유수진이 블랙 가넷 추가 획득 |
| 4    | 2014년 10월 22일 | 김유현, 신아영, 오현민 이종범, 최연승                                | 남휘종 * | 김정훈        | - '팔소' 팀의 리더(남휘종)를 먼저 죽인 '베리타'팀 5명 공동 우승 - 첫번째로 '의심'을 성공한 신아영이 블랙 가넷 추가 획득 - '베리타'팀으로부터 생명의 징표를 받은 유수진 데스매치 면제 - 김정훈이 블랙 미션(관찰)에 도전했으나 실패 |
| 5    | 2014년 10월 29일 | 오현민                                                               | 유수진   | 최연승 *      | - 메인매치 결과 91점으로 가장 높은 승점을 획득한 오현민 우승 - 단독 우승을 한 오현민이 블랙 가넷 추가 획득 - 각 조에서 가장 높은 승점을 획득한 하연주, 오현민, 신아영이 가넷 3개씩 획득 |
| 6    | 2014년 11월 5일  | 장동민                                                               | 김정훈 * | 이종범        | - 59200원으로 가장 많은 현금을 보유한 장동민 우승 - 가넷 13개로 추가정보를 낙찰받은 오현민이 블랙 가넷 추가 획득 |
| 7    | 2014년 11월 12일 | 하연주                                                               | 이종범   | 오현민 *      | - 10점을 얻은 하연주 우승 - 단독 우승을 한 하연주가 블랙 가넷 추가 획득 - 이종범이 블랙 미션 (기억)에 도전했으나 실패 |
| 8    | 2014년 11월 19일 | 오현민                                                               | 신아영   | 김유현 *      | - 대주주 표식을 4개로 가장 많이 획득한 오현민 우승 - 단독 우승을 한 오현민이 블랙 가넷 추가 획득 |
| 9    | 2014년 11월 26일 | 최연승, 장동민                                                       | 김유현 * | 하연주        | - 특별 게스트로 김가연, 미르(엠블랙), 이장원(페퍼톤스), 손민탁, 이제빈 출연 - 5등을 한 최연승과 6등을 한 장동민이 공동 우승 |
| 10   | 2014년 12월 3일  | 홍진호 (게스트)                                                      | 하연주   | 장동민 *      | - 특별 게스트로 홍진호, 이상민 출연 - 메인매치 결과 가장 많은 승점을 획득한 홍진호가 우승하여 상금 1000만원 획득 - '더 지니어스 플레이어' 중 가장 많은 승점을 획득한 오현민이 생명의 징표를 획득 |
| 11   | 2014년 12월 10일 | 장동민                                                               | 최연승 * | 오현민 *      | - 게스트로 탈락한 출연자 김경훈, 김유현, 남휘종, 신아영 출연 - '더 지니어스 플레이어' 중 게임 종료 후, 가넷 26개로 가장 많은 가넷을 보유한 장동민이 우승 - '게스트 플레이어' 중 말 2개가 먼저 들어온 김유현이 상금 900만원 획득 |
| 12   | 2014년 12월 17일 | 장동민                                                               | 오현민   | 오현민        | - 게스트로 최종 2인을 제외한 모든 출연자가 출연 (김정훈 불참) - 1회전 게임 [십이장기] 결과 - 왕이 상대편 진영에 가 한 턴을 버틴 오현민 승리 - 2회전 게임 [같은 숫자 찾기] 결과 - 10 : 6으로 장동민 승리 - 3회전 게임 [베팅! 가위바위보] 결과 - 18 : 10으로 장동민 승리 - 결승전 결과 세트 스코어 2 : 1 로 장동민 최종 우승 - 장동민은 최종 우승으로 가넷 60개를 모아 우승 상금 6000만원 획득 |

## 회차별 우승자 및 탈락자
| 플레이어 | 방송일                  | 방송일                  | 방송일                   | 방송일                   | 방송일                   | 방송일                  | 방송일                   | 방송일                   | 방송일                   | 방송일                   | 방송일                    | 방송일                    | 우승 횟수 |
| 플레이어 | 2014년 10월 1일 (1회차) | 2014년 10월 8일 (2회차) | 2014년 10월 15일 (3회차) | 2014년 10월 22일 (4회차) | 2014년 10월 29일 (5회차) | 2014년 11월 5일 (6회차) | 2014년 11월 12일 (7회차) | 2014년 11월 19일 (8회차) | 2014년 11월 26일 (9회차) | 2014년 12월 3일 (10회차) | 2014년 12월 10일 (11회차) | 2014년 12월 17일 (12회차) | 우승 횟수 |
| -------- | ----------------------- | ----------------------- | ------------------------ | ------------------------ | ------------------------ | ----------------------- | ------------------------ | ------------------------ | ------------------------ | ------------------------ | ------------------------- | ------------------------- | --------- |
| 장동민   |                         | 우승                    | 우승                     |                          | 면제                     | 우승                    |                          | 면제                     | 우승                     | 생존 *                   | 우승                      | 우승                      | 6         |
| 오현민   | 면제                    | 우승                    | 우승                     | 우승                     | 우승                     | 면제                    | 생존 *                   | 우승                     |                          | 면제                     | 생존 *                    | 준우승                    | 5         |
| 최연승   |                         | 우승                    | 생존 *                   | 우승                     | 생존 *                   |                         |                          |                          | 우승                     |                          | 탈락 *                    |                           | 3         |
| 하연주   |                         | 우승                    | 우승                     |                          |                          |                         | 우승                     |                          | 생존                     | 탈락                     |                           |                           | 3         |
| 김유현   |                         |                         | 우승                     | 우승                     |                          |                         |                          | 생존 *                   | 탈락 *                   |                          |                           |                           | 2         |
| 신아영   | 생존 *                  | 우승                    | 우승                     | 우승                     |                          |                         | 면제                     | 탈락                     |                          |                          |                           |                           | 3         |
| 이종범   |                         |                         | 우승                     | 우승                     |                          | 생존                    | 탈락                     |                          |                          |                          |                           |                           | 2         |
| 김정훈   |                         |                         | 우승                     | 생존                     |                          | 탈락 *                  |                          |                          |                          |                          |                           |                           | 1         |
| 유수진   |                         | 우승                    | 우승                     | 면제                     | 탈락                     |                         |                          |                          |                          |                          |                           |                           | 2         |
| 남휘종   |                         | 우승                    | 우승                     | 탈락 *                   |                          |                         |                          |                          |                          |                          |                           |                           | 2         |
| 강용석   |                         | 생존 *                  | 탈락 *                   |                          |                          |                         |                          |                          |                          |                          |                           |                           | 0         |
| 김경훈   | 우승                    | 탈락                    |                          |                          |                          |                         |                          |                          |                          |                          |                           |                           | 1         |
| 권주리   | 탈락                    |                         |                          |                          |                          |                         |                          |                          |                          |                          |                           |                           | 0         |

## 시청률
| 방영 횟차 | 방송일           | 시청률 | 순위            |
| 1화       | 2014년 10월 1일  | 1.27%  | 케이블 예능 1위 |
| 2화       | 2014년 10월 8일  | 1.09%  | 케이블 예능 1위 |
| 3화       | 2014년 10월 15일 | 1.55%  | 케이블 예능 1위 |
| 4화       | 2014년 10월 22일 | 1.53%  | 케이블 예능 1위 |
| 5화       | 2014년 10월 29일 | 1.56%  | 케이블 예능 1위 |
| 6화       | 2014년 11월 5일  | 1.68%  | 케이블 예능 1위 |
| 7화       | 2014년 11월 12일 | 1.55%  | 케이블 종합 1위 |
| 8화       | 2014년 11월 19일 | 1.88%  | 케이블 종합 1위 |
| 9화       | 2014년 11월 26일 | 1.44%  | 케이블 예능 1위 |
| 10화      | 2014년 12월 4일  | 1.01%  | 케이블 예능 2위 |
| 11화      | 2014년 12월 10일 | 1.30%  | 케이블 예능 1위 |
| 12화      | 2014년 12월 17일 | 1.26%  | 케이블 예능 1위 |

## 같이 보기
- 더 지니어스: 게임의 법칙 (시즌 1)
- 더 지니어스: 룰 브레이커 (시즌 2)

```
더 지니어스: 블랙 가넷 (시즌 3)
```

- 더 지니어스: 그랜드 파이널 (시즌 4)